# Герасимов, Сергей Герасимович
Сергей Герасимович Герасимов (20 октября 1911, дер. Рыкайлово, Псковская губерния — 21 декабря 1985) — советский военнослужащий, участник Великой Отечественной войны, полный кавалер ордена Славы, командир отделения пешей разведки 935-го стрелкового полка сержант — на момент последнего представления к награждению орденом Славы

## Биография
Родился 22 октября 1911 года в деревне Рыкайлово (ныне — Локнянского района Псковской области). Работал в колхозе, затем, переехав в город Пушкин Ленинградской области — рабочим на фабрике. В 1939—1940 годах проходил срочную службу в Красной Армии, участвовал в советско-финляндской войне 1939—1940 годов.
В июне 1941 года был вновь призван в армию. Службу начал стрелком роты охраны 152-й авиационной базы. С сентября того же года участвовала в боях на подступах городу Пушкину. С подразделением попал в окружение, до марта 1942 года воевал в партизанском отряде. После перехода линии фронта зачислен в разведку 935-го стрелкового полка 306-й стрелковой дивизии, к весне 1944 года стал командиром отделения.
26 марта 1944 года во время разведки боем в районе села Старое Село сержант Герасимов одним из первых ворвался в траншею противника и участвовал в захвате «языка», давшего ценные сведения. Был представлен к награждению орденом Славы. Через несколько дней вновь отличился.
29 и 30 марта 1944 года в районе села Старое Село сержант Герасимов гранатами проделал проходы в проволочных заграждениях противника и разрушил 2 дзота, чем способствовал успешному продвижению подразделений.
Приказом от 27 апреля 1944 года сержант Герасимов Сергей Герасимович награждён орденом Славы 3-й степени.
Приказом от 14 мая 1944 года сержант Герасимов Сергей Герасимович награждён орденом Славы 3-й степени.
14 сентября 1944 года при форсировании р. Лиелупе в районе населенного пункта Пумпури сержант Герасимов с отделением ворвался в траншею противника и уничтожил до 20 противников. 17 сентября в этом же районе, выдвинувшись вперед, огнём из автомата уничтожил группу вражеских солдат.
Приказом от 29 октября 1944 года сержант Герасимов Сергей Герасимович награждён орденом Славы 2-й степени.
В феврале 1945 года, во время очередного захвата языка был тяжело ранен, третий раз за войну. На фронт больше не вернулся. В 1945 старшина Герасимов демобилизован. Вернулся в город Пушкин.
Указом Президиума Верховного Совета СССР от 31 марта 1956 года в порядке перенаграждения Герасимов Сергей Герасимович награждён орденом Славы 1-й степени. Стал полным кавалером ордена Славы.
Работал мастером смены на фабрике, затем завхозом в поликлинике. Жил в городе Ленинграде. Скончался 21 декабря 1985 года.
Награждён орденами Красного Знамени, Отечественной войны 1-й степени, Красной Звезды, Славы 3-х степеней, медалями.